# Olympische Jugend-Sommerspiele 2014/Teilnehmer (Finnland)
| Gelbes Symbol für Goldmedaillen mit stilisierten Olympischen Ringen | Graues Symbol für Silbermedaillen mit stilisierten Olympischen Ringen | Braundes Symbol für Bronzemedaillen mit stilisierten Olympischen Ringen |
| ------------------------------------------------------------------- | --------------------------------------------------------------------- | ----------------------------------------------------------------------- |
| —                                                                   | —                                                                     | —                                                                       |

Die Jugend-Olympiamannschaft aus Finnland für die II. Olympischen Jugend-Sommerspiele vom 16. bis 28. August 2014 in Nanjing (Volksrepublik China) bestand aus 14 Athleten.
Die Bogenschützin Mirjam Tuokkola gewann eine Bronzemedaille, allerdings in einer gemischten Mannschaft. Diese Medaillen flossen nicht in den offiziellen Medaillenspiegel ein.

## Athleten nach Sportarten

### Beachvolleyball
Jungen
- 4. Platz
- Miro Määttänen
- Santeri Sirén

### Bogenschießen
Mädchen
- Mirjam Tuokkola
Einzel: Achtelfinale
Mixed: Bronze  (mit Eric Peters  Kanada)

### Boxen
Jungen
- Kalle Kallioinen
Klasse bis 75 kg: 6. Platz

### Golf
| Mädchen - Sandra Salonen Einzel: 22. Platz Mixed: 24. Platz | Jungen - Oliver Lindell Einzel: 5. Platz Mixed: 24. Platz |

### Schießen
Jungen
- Cristian Friman
Luftgewehr 10 m: 17. Platz (Qualifikation)
Mixed: 10. Platz (mit Najmeh Khedmati  Iran)

### Schwimmen
| Mädchen - Carita Luukkanen 50 m Rücken: 33. Platz (Vorrunde) 100 m Rücken: 28. Platz (Vorrunde) 200 m Rücken: 26. Platz (Vorrunde) 4 × 100 m Lagen Mixed: disqualifiziert (Vorrunde) - Silja Kansakoski 50 m Brust: 12. Platz (Halbfinale) 100 m Brust: 5. Platz 200 m Brust: 12. Platz (Vorrunde) 4 × 100 m Lagen Mixed: disqualifiziert (Vorrunde) | Jungen - Jakob Nordman 50 m Brust: 17. Platz (Vorrunde) 100 m Brust: 27. Platz (Vorrunde) 4 × 100 m Lagen Mixed: disqualifiziert (Vorrunde) - Adam Vik 50 m Schmetterling: 23. Platz (Vorrunde) 4 × 100 m Lagen Mixed: disqualifiziert (Vorrunde) |

### Segeln
Mädchen
- Alexandra Dahlberg
Byte CII: 12. Platz

### Turnen
| Mädchen - Maria Sileoni Einzelmehrkampf: 36. Platz (Qualifikation) | Jungen - Emil Soravuo Einzelmehrkampf: 20. Platz (Qualifikation) Pferd: 7. Platz |